# عصام الراقي
عصام الراقي (مواليد 1 مايو 1981) هو لاعب كرة قدم مغربي، يلعب كلاعب خط وسط في نادي سطاد المغربي في دوري الدرجة الثانية المغربي.

## سيرته الذاتية

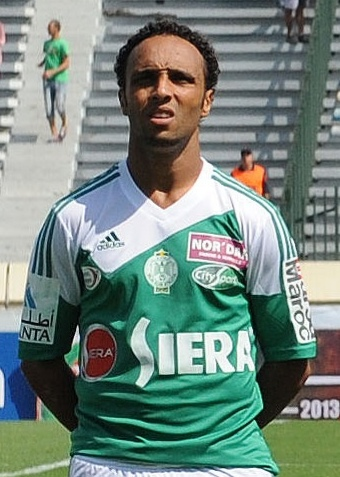
عصام الراقي مع نادي الرجاء

تلقى تكوينه في نادي سطاد المغربي، قبل مغادرته إلى الجيش الملكي، وكان أول لاعب من تواركة تم رفضه من فريق الجيش الملكي. وكان هذا قرارا مدهشا، ولكن في نهاية المطاف، بعد قليل من الوقت، قدم من اتحاد تواركة إلى فريق الجيش الملكي.
وبعد سنوات قليلة، كان لدى الراقي تجربة قصيرة في الإمارات العربية المتحدة، وعلى وجه التحديد في نادي الخليج حيث تم اعارته من قبل الجيش الملكي هو ومواطنه مصطفى علاوي لمدة 6 أشهر في شتاء عام 2007،.
تم استدعاؤه للمرة الأولى في المنتخب الوطني للمباراة بين بلجيكا والمغرب التي جرت في 26 مارس 2008 في بروكسل. وٱلت المباراة إلى فوز المغرب 4-1، ولكن لم يشارك الراقي بالمباراة.
هو لاعب خط وسط ميدان دفاعي هو لاعب معروف بسرعته وقتاله على الميدان ومهارته على حد سواء، وهو معروف أيضا بالمستوى التقني العالي وحس جيد من المراوغة.
في نهاية العقد مع الجيش الملكي، وقع الراقي في يونيو 2010 مع النادي الوحدة السعودي
وبعد موسم في نادي الوحدة في المملكة العربية السعودية، يتم نقله إلى ناد سعودي آخر يدعى الرائد لعقد موسم واحد.
في حزيران / يونيو 2013، عاد راقي إلى بلده الأصلي لتوقيع عقد لمدة موسم مع الرجاء الرياضي و لعب بعدها في نادي الإمارات وعاد إلى الرجاء بعدها وفي مطلع عام 2018 عاد إلى نادي الرائد وفي صيف 2018 وقع اللاعب مع بطل المغرب إتحاد طنجة .
سنة 2019 إنتقل الراقي إلى نادي المغرب الفاسي الممارس في لدوري المغربي الدرجة التانية. 

## إنجازاته

### انجازاته الجماعية
- الدوري المغربي الممتاز سنة 2008 رفقة الجيش الملكي
- بطل كأس العرش سنة 2007, 2008 و2009 رفقة الجيش الملكي
- نهائي كأس العالم للأندية لكرة القدم 2013 رفقة الرجاء البيضاوي
- وصيف الدوري المغربي الممتاز سنة 2014 رفقة الرجاء البيضاوي
- بطل كأس العرش سنة 2017 رفقة الرجاء البيضاوي

### انجازاته الفردية
- أفضل لاعب وسط الميدان لعام 2009 في بوطولة برو

- أفضل لاعب خط محترف في 2012 السعودية

- أفضل لاعب مغربي لعام 2016

## روابط خارجية
- عصام الراقي على موقع الاتحاد الدولي (مؤرشف)  (الإنجليزية)
- عصام الراقي على موقع قاعدة بيانات كرة القدم.إي يو (الإنجليزية)
- عصام الراقي على موقع ناشيونال فوتبول تيمز (الإنجليزية)
- عصام الراقي على موقع Soccerway.com (الإنجليزية)
- Fiche du joueur sur National Football Teams